# Norma Allegrone
Norma Allegrone de Fonte. (N. 4 de diciembre de 1938, Capital Federal, Buenos Aires), es una notaria, abogada, profesora universitaria y política argentina. Activista por los derechos de la mujer Autora de la ley que garantiza la no obligatoriedad por parte de la mujer casada del uso del apellido del marido, entre otras. Su labor parlamentaria se centralizó en la temática social y de la mujer.
Es doctora en Derecho Notarial de la Universidad de Buenos Aires. Integra la Unión Cívica Radical desde 1957. Es presidenta de la Fundación para el Desarrollo en Igualdad –FUNDAI-. Su carrera política: fue diputada nacional por la UCR por el período 1983/85 y reelecta para el período 1985/89. Allí fue vicepresidenta de las Comisiones de: Legislación General y de Poderes, en el Cámara de Diputados del Honorable Congreso de la Nación y de Peticiones y Reglamentos, además de vocal de la Comisión de Educación.
A nivel internacional, ha sido miembro fundadora en Estocolmo, Suecia (12/04/1985) de la Asociación “Mujeres Parlamentarias del Mundo por la Paz”  e integrante de su Mesa Ejecutiva. Presidenta del Primer Congreso Americano de "Mujeres Parlamentarias del Mundo por la Paz" celebrado en la Ciudad de Buenos Aires (1989) y Coordinadora del mismo para el Continente Americano. Asesora en la Comisión de Educación del Parlamento Latinoamericano (1973/76).
Dio conferencias en los Parlamentos de Chile (1992),  Australia (1988), México (1987), India (Nueva Delhi 1986), Suecia (1985) y en el Parlamento Latinoamericano. (1973/76.) Entre sus proyectos presentados ante la Cámara de Diputados de la Nación Argentina pueden destacarse:
• La no obligatoriedad por parte de la mujer casada del uso del apellido del marido. Expediente: 2617-D-5. Modificaciones  a la ley de Matrimonio Civil y al Código Civil. Ley 18248. La elección conjunta del domicilio conyugal entre marido y mujer. Ambos, convertidos en Ley 23.515. Expediente 253-D-87.
•   La creación de la Comisión Nacional de derechos de la Mujer y la Secretaría de la Mujer.
•   La Promoción de la alimentación materna infantil.
•  Es autora de un proyecto sobre Ley de Cupo, presentado en la Cámara de Diputados, el 16 de noviembre de 1989. Expediente: D-1526 junto con la firma de mujeres de otros partidos. En lo referente al Cupo Femenino muchas leyes provinciales e internacionales adoptaron el texto propuesto en su proyecto, que decía "las listas no podrán incluir más del 70% de personas del mismo sexo debiendo ubicarse cada dos candidatos de igual sexo uno como mínimo de otro sexo, alternando desde el primero al último lugar en el orden numérico. No será oficializada ninguna lista que no cumpla con esos requisitos". Sin embargo, la Ley 24.012 de Cupo Femenino en Argentina, especifica que “las listas que se presenten deberán tener mujeres en un mínimo del 30% de los candidatos a los cargos a elegir y en proporciones con posibilidad de resultar electas. No será oficializada ninguna lista que no cumpla estos requisitos",  corresponde a la senadora radical por Mendoza, Margarita Malharro de Torres.
- Derecho Real de Multipropiedad. Expediente 3542-D-86.
- Derecho Real 2294-D-86. Régimen del Contrato de Fideicomiso. Expediente: 2349-D-86.
- Ley Nacional de Fondos de Comercio. Expediente 1073-D-86.
- Ley Nacional de Registro Público de Comercio. Modificaciones al Código de Comercio. Expediente: 1084-D. Legislación General
- Apellido de la mujer casada, divorciada cuyo matrimonio fuera anulado o disuelto el vínculo 4282-D-86
- Ley Nacional del Registro de Automotores. Expediente: 1082-D-86
- Régimen de protección al patrimonio familiar modificación al Código Civil. Expediente 1500-D-87.

- La Constitución de la Ciudad Autónoma de Buenos Aires en el Art. 36 toma el texto del proyecto de la Ley presentado por Norma en Diputados expresando: “las listas de candidatos a cargos electivos no pueden incluir más del setenta por ciento de personas del mismo sexo con probabilidades de resultar electas. Tampoco pueden incluir a tres personas de un mismo sexo en orden consecutivo”.

Reconocimiento y premios
En el año 1985 fue destacada en Suecia junto con 16 mujeres de otros países por su trabajo  a favor del  "Desarme, el Desarrollo y la Paz Mundial". Teniendo numerosos artículos publicados sobre el tema.
• Declarada “Personalidad Destacada” de los Derechos Humanos por la Legislatura de la Ciudad de Buenos Aires el 9 de noviembre de 2018.-  Archivado el 3 de abril de 2019 en Wayback Machine.
• Reconocida por su trayectoria en la defensa de los Derechos Humanos por el Círculo de Legisladores de la Nación Argentina el 22 de noviembre de 2018 en el Honorable Congreso de la Nación.
• Distinguida junto con otras mujeres por el presidente de la Honorable Cámara de Diputados de la Nación en el Día Internacional de la mujer trabajadora el 10 de marzo de 2020.-
Publicaciones
"Las Mujeres y el cupo"; “La Paz y el Desarme”; “La Paz en las Relaciones Internacionales”; “La Necesidad del Desarme para el Desarrollo”. “Participación Argentina en Iniciativas de Paz”. “Ley de cupo femenino: su aplicación e interpretación en la República Argentina”, ALLEGRONE, Norma:Editado por FUNDAI (Fundación para el Desarrollo en Igualdad) y FRIEDRICH EBERT STIFTUNG; (Buenos Aires, 2002); "La mujer y el poder en las organizaciones profesionales".